# Вииле (Телеорман)
Вииле (рум. Viile) насеље је у Румунији у округу Телеорман у општини Скриоаштеа. Oпштина се налази на надморској висини од 92 m.

## Становништво
Према подацима из 2002. године у насељу је живело 5 становника, од којих су сви румунске националности.